# Embrasse-moi Lucile
Embrasse-moi Lucile (愛してナイト, Aishite Naito) est un manga shōjo créé au début des années 1980 par Kaoru Tada. En France, le manga a été édité en 4 tomes dans les années 2010 par Tonkam. 
Une adaptation en anime en 42 épisodes est réalisée par Toei Animation et diffusée au Japon entre le 1er mars 1983 et le 24 janvier 1984. Sur la base du titre italien Kiss Me Licia, la version française de la série est diffusée sous le titre Embrasse-moi Lucile à partir du 15 janvier 1988 à une date inconnue sur La Cinq, puis rediffusée sous le titre Lucile, amour et rock’n roll dans le Club Dorothée de 1991 au 29 août 1997 sur TF1.
Depuis le 25 décembre 2023, l'intégralité de la série est disponible sur M6+.

## Synopsis
Lucile est une jeune fille qui vit avec son père : M. Duronchon qui est veuf depuis la naissance de sa fille et qui tient un restaurant d'okonomiyaki. Il est très protecteur vis-à-vis d'elle et ne supporte pas de la voir parler avec des garçons, ni même qu'elle rentre tard. Lucile suit des cours du soir tout en aidant son père au restaurant, au début de la série elle est amoureuse de Tristan, le compositeur du groupe de rock les Bee Hive (litt. la « ruche »).
Elle fait la connaissance du petit Benjamin et de son chat orange anthropomorphe Roméo, à qui elle s'attache très vite, car le petit garçon n'a pas de maman et est élevé par son grand frère Mathias (Lucile n'apprendra que plus tard que c'est le même Mathias qu'elle a rencontré et giflé par deux fois). Mathias est aussi le chanteur des Bee Hive et Lucile au fil du temps aura de plus en plus de sentiments envers lui, ce qui fait que Tristan et lui deviendront rivaux alors qu'ils sont très amis. Tristan ira même jusqu'à quitter le groupe pendant un certain temps, mais finalement quand il comprendra que Lucile est réellement très amoureuse de son meilleur ami, acceptera de s'effacer. Pendant ce temps, Lucile doit affronter Marika, une fille qui est amoureuse de Tristan et qui pense que Lucile est une très sérieuse rivale.
Après de multiples rebondissements et alors qu'ils se seront même séparés une fois, Mathias et Lucile finiront par se retrouver et c'est avec l'accord du père de Lucile qui au début refusait catégoriquement que sa fille épouse un chevelu, qu'ils se fianceront juste avant le dernier concert des Bee Hive avant leur tournée aux États-Unis. Lucile restera donc avec le petit Benjamin, pour aider son père au restaurant attendant avec impatience le retour de son futur mari qui sera Mathias.

## Personnages
- Lucile Duronchon (三田村 八重子, Mitamura Yaeko "Yakko"?) : Née un 15 septembre, c'est l'héroïne de l'histoire ; elle est plutôt discrète et réservée, mais surtout très dévouée à aider les gens. Comme son père tient un restaurant, elle prend des cours du soir pour l'aider durant la journée. Sa mère est morte lorsqu'elle était enfant. Tristan et Mathias, deux étudiants membres d'un groupe de rock, vont tomber amoureux d'elle.
- Mathias (加藤 剛 Katō Gō) : Étudiant très brillant, passionné de musique, son meilleur ami Tristan est tout aussi passionné par la musique et ils ont même créé un groupe, les Bee Hive, ensemble. Il élève seul son petit frère depuis le départ de ses parents pour Paris et travaille dur pour subvenir à leurs besoins ; il va vite avoir le coup de foudre pour Lucile. et va vite devenir son amour .
- Benjamin (加藤 橋蔵, Katō Hashizō?) : Petit frère de Mathias, il est très sensible, parfois agaçant et se sent souvent comme étant un poids pour son frère. Son meilleur ami est un chat qu'il a recueilli dans la rue : Roméo.
- Roméo (ジュリアーノ, Juriāno?) : C'est le chat de Mathias et Benjamin. Quand il était jeune, Roméo a été marqué par une déception amoureuse ; la jeune chatte qu'il aimait l'a quitté pour un autre chat, alors qu'ils vivaient dans la rue. Depuis, Roméo déteste tout ce qui est féminin, sauf Lucile, qui parviendra à faire de lui son ami. Roméo a été recueilli par Mathias et Benjamin alors qu'il se faisait attaquer dans la rue par un chien errant.
- M. Dagobert Duronchon (三田村 しげまろ, Mitamura Shigemaro?) : Père de Lucile, il tient un restaurant, le « Mambo ». Il est assez traditionaliste, n'écoute que de la chanson populaire et ne supporte pas de voir sa fille fréquenter des garçons « chevelus », surtout des punks. Il voudrait qu'elle soit restée une petite fille car sinon il se retrouverait seul, c'est pour cela qu'il s'attache tout de suite à Benjamin. Au fond, il a un cœur tendre et ne souhaite que le bonheur de sa fille.
- Tristan (大川 里美, Ōkawa Satomi?) : Tout comme Mathias, il est étudiant à l'université, et il est amoureux de Lucile de longue date. Son caractère est plutôt réservé, tranquille et très serviable, un vrai gentleman.
- Marika (梶原 芽衣子, Kajiwara Meiko?) : Son rôle est différent dans l'animé et dans le manga. Dans le manga, c'est une lycéenne à qui Tristan donne des cours de clavier, elle est une de ses plus grandes fans et ne supporte pas que celui-ci prête de l'attention à Lucile dont il est amoureux. Dans l'animé c'est la fille d'un collègue du père de Tristan et ils se rencontrent lors d'un match de tennis. C'est le coup de foudre pour elle. Issue d'une famille riche, elle a un très fort caractère et ne supporte pas de ne pas avoir ce qu'elle désire : l'amour de Tristan. Elle reproche à Lucile de ne pas savoir choisir entre Tristan et Mathias, jouant ainsi selon elle avec les sentiments des deux rockeurs, elle va donc voir Lucile comme une très grande rivale en amour pour Tristan.
- Manuela (藤田 五十鈴, Fujita Isuzu?) : C'est la meilleure amie de Lucile ; elles sont dans la même classe. Elle a un très fort caractère et sait très bien ce qu'elle veut, adore le rock et est une grande fan des Bee Hive ; de plus elle est secrètement amoureuse de Mathias, avant de lui préférer Toni.
- Toni (東野 英次, Tōno Eiji?) : Guitariste des Bee Hive.
- Math (Shin'ichi Matsudaira?) : Batteur des Bee Hive.
- Steve (Hiroyuki Sugi?) : Bassiste des Bee Hive.
- Elisabeth (Kaoru Chiba?) : Petite sœur de Marika, elle aime beaucoup Benjamin et va dans la même école que lui.
- Sheller (Kataoka Kazuma?) : Chanteur des Kiss Relish.
- Marina (Kataoka Marina?) : Femme de Sheller et impresario des Kiss Relish.
- Gontrand (Sanada Gonta?) : Petit garçon turbulent dans la classe de Benjamin et Elisabeth.

## Manga
Le terme naito du titre original japonais Ai Shite Naito est une  transcription du mot anglais knight (« chevalier »).
Dans le monde anglophone, le manga est traduit par BookWalker et Kindle. En Italie, la série d'animation est diffusée sous le titre Kiss me Licia dans les années 1980. En Italie, paradoxalement, le manga ne sort sur le territoire qu'à partir de 2002, après que la série d'animation ait été diffusée dans les années 1980.

## Anime

### Diffusions internationales
La série d'animation est adaptée à partir du manga créé par Kaoru Tada (de l'ère Itazura na Kiss) et diffusée dès 1983 au Japon. Elle est diffusée dans les années 1980 en Europe sous différents titres comme notamment Rock'n Roll Kids en Allemagne et Kiss me Licia en Italie. En Espagne, elle est rebaptisée Bésame Licia et diffusée dans les années 1980 sur la chaîne Telecinco. Comme pour la version française, la version espagnole a tenté d'adapter la série à sa culture, et a également été censurée par endroit.
Aux États-Unis, la série est rebaptisée Love Me, My Knight.

### Adaptation française
En France, Embrasse-moi Lucile est diffusée à partir du 15 janvier 1988 dans l'émission Youpi ! L'école est finie sur La Cinq, puis rediffusée sous le titre Lucile, amour et rock'n roll dans le Club Dorothée de 1991 au 29 août 1997  sur TF1,. La série est rediffusée en 2004 dans l'émission Midi les Zouzous sur la chaîne France 5 (ex-La Cinq).
Son adaptation omet toute référence au Japon, et chaque allusion à la culture du pays est remplacée par un équivalent français. Ainsi, au début de l'épisode 8, Mathias remercie son public d'être venu à Bercy et annonce rentrer à Paris depuis Nice par le TGV. Dans un autre épisode, Lucile dira avoir affaire à la Sorbonne. Cela n'est pas sans générer quelques incohérences : par exemple, les Bee Hive étant un groupe au succès très local, on les imagine très mal remplir les 17 000 places de Bercy. Une autre incohérence se trouve dans l'épisode 37 : alors que l'ensemble de l'adaptation française fit mine de placer l'histoire à Paris malgré les noms des boutiques dans le décor qui étaient toujours écrits en japonais, la mère de Benjamin, dont on n'avait pas de nouvelles, revient justement de Paris. Or, la référence originelle à la capitale française ne pouvait pas être occultée dans la mesure où l'épisode 38 se termine par une image de la tour Eiffel, lorsque la mère de Benjamin annonce son retour en France sans son fils. À ce moment de la série, l'intrigue selon l'adaptation française fut alors replacée au Japon. Autre erreur, dans l'épisode 4, Manuela appelle Lucile « Alice ».

## Doublage

### Doublage original
- Mitsuko Horie : Yaeko « Yakko » Mitamura[7] :
- Isao Sasaki : Gō Katō[7]
- Yūko Mita : Hashizō Katō[7]
- Katsuji Mori : Satomi Ōkawa[7]
- Masashi Amenomori : Juliano (1re voix)[7]
- Shingo Kanemoto : Juliano (2e voix)[7]
- Takeshi Aono : Shigemaru Mitamura[7]
- Chiyoko Kawashima : Meiko Kajiwara[7]
- Hideyuki Hori : Sugi Hiroyuki[7]
- Hideyuki Tanaka : Kazuma Kataoka[7]
- Kaneto Shiozawa : Tono Eiji[7]
- Mugihito : Fujiki[7]
- Satomi Majima : Isuzu Fujita[7]
- Tomiko Suzuki : voix additionnelles [7]

### Doublage français
- Martine Reigner : Lucile Duronchon, Tania, Gontrand[12]
- Pierre Laurent : Mathias[12]
- Jean-Claude Corbel : Mathias (voix chantée)[12]
- Marie-Laure Beneston : Benjamin, Marina[12]
- Stefan Godin : Tristan, Roméo, Lauro[12]
- Patrick Guillemin : Monsieur Duronchon, Steve[12]
- Danièle Hazan : Manuella, Marika, Elisabeth, Katia, Oumé[12]
- Gérard Dessalles : Sheler[12]
- Raoul Delfosse : voix additionnelles[12]

## Médias

### Live action
Dans les années 1980 en Italie, la série d'animation a été si populaire qu'elle a généré une série télévisée live action (en prise de vues réelles) avec de vrais acteurs sous le titre de Love Me Licia, durant 145 épisodes répartis sur quatre séries (Love Me Licia, Licia dolce Licia, Teneramente Licia et Balliamo e Cantiamo con Licia diffusée de 1986 à 1988. Cristina D'Avena, qui a interprété le générique italien de la série d'animation, y a joué Licia (Lucile ou Yaeko) dans cette version. Ici, les chanteurs des Bee Hive étaient Pasquale « Go / Mirko » Finicelli (interprété par Enzo Draghi) au chant, Sebastian « Satomi » Harrison au piano, Manuel « Matsudaira / Matt » de Peppe à la batterie, Marco « Sugi / Steve » Bellavia à la basse, et Giovanni « Tono / Tony » Colombo à la guitare. De Peppe, Bellavia et Colombo ayant quitté la série, la troisième saison accueille trois nouveaux personnages que sont Vincenzo « Mike » Rinaldi à la batterie, Germano « Jim » di Mattia à la basse, et Luciano « Paul » de Marini à la guitare. Marco Bellavia reviendra pour la quatrième et dernière saison. Ce live action a permis au chanteur italien Pasquale Finicelli de se faire connaître à cette époque. 
En 2013, Kaoru Tada annonce au Japon une nouvelle adaptation en live action du manga.

### Musique
La version originale de la série d'animation met en avant la musique et dispose de chansons originales dans les épisodes, un dispositif qui sera réutilisé dans d'autres séries ultérieures comme Creamy, merveilleuse Creamy et Nana. Les chansons sont interprétées par les groupes fictifs des Bee Hive et les rival de Relish Kiss. Joe Hisaishi, qui a composé la musique des films de Hayao Miyazaki, s'est allié au compositeur Nozomu Aoki à l'écriture et à la composition. Les chansons interprétées par les Bee Hive sont Rockin' All Night, Fire, Midnight Rock'n'Roll Star, Lonely Boy, Baby, I Love You, Freeway, Someday on Sunday et Love Again. Celles interprétées par les Relish Kiss sont Let Me Feel et Boxer.
Une collection de toutes les chansons originales est sortie dans un album intitulé Debut-Bee Hive produit au Japon immédiatement après la fin de la série d'animation. Par la suite, un album hommage intitulé Aishite Night - Hit Kyoku Shu Yakko, I Love You a également été commercialisé. Il comprenait les génériques de début et de fin de la série, ainsi que des chansons-hommage aux différents personnages, réalisées avec certaines musiques de fond utilisées tout au long de la série. Un générique alternatif fut diffusé au début des années 2000 sur la chaine Mangas et également sur France 5. Celui-ci comportait la chanson interprétée par Claude Lombard, avec un nouveau montage des images, le génériques d'époque ayant été égaré. Ce fut de courte durée, car durant la diffusion sur Mangas, l'original réintégra la série.
Des versions des chansons dans plusieurs langues existent en raison de la popularité[réf. nécessaire] de Embrasse-moi Lucile en dehors de Japon. En Italie, en Suisse, à Malte et en Slovénie, les Bee Hive sont devenus les idoles des adolescents, en particulier lorsque les suites de Embrasse-moi Lucile avec de vrais acteurs ont été diffusées. Les nouvelles chansons interprétées par le groupe ont obtenu disque d'or et disque de platine[réf. nécessaire].

### Album français
Un album, intitulé Embrasse-moi, Lucile, sort pour le seul marché français en 1988, distribué par Disques Adès, mais produit par Five Record d'après la version italienne[réf. nécessaire], mais avec un graphisme différent. Le parolier Charles Level, a supervisé l'adaptation française de tous les textes. L'album sera réédité en format CD en décembre 2011 sous le titre Lucile, amour et rock'n roll.

### DVD
En France, Wild Side Video édite la série sous le titre Lucile, amour et rock 'n roll en décembre 2011 avec en bonus la réédition en CD des chansons des Bee Hive. Black Box réédite la série en Décembre 2020. Le coffret comprend pour la première fois en plus de la version française, la version japonaise Sous-titrée en français, ainsi qu'un livret de 28 pages.